# Wampum (Pensilvânia)
Wampum é um distrito localizado no estado norte-americano de Pensilvânia, no Condado de Lawrence.

## Demografia
Segundo o censo norte-americano de 2000, a sua população era de 678 habitantes.
Em 2006, foi estimada uma população de 633, um decréscimo de 45 (-6.6%).

## Geografia
De acordo com o United States Census Bureau tem uma área de
2,5 km², dos quais 2,4 km² cobertos por terra e 0,1 km² cobertos por água.

## Localidades na vizinhança
O diagrama seguinte representa as localidades num raio de 8 km ao redor de Wampum.